# Redmere
Redmere var en civil parish 1858–1933 när det uppgick i Littleport i grevskapet Cambridgeshire i England. Civil parish var belägen 6 km från Ely och hade 70 invånare år 1931.